# 秘密のラジオ・ガール
『秘密のラジオ・ガール』（原題：Radio Rebel）は、ディズニー・チャンネル・オリジナル・ムービーの映画。全米公開は2012年2月17日。『Rebel』とは反逆者という意味。

## ストーリー
タラは普通の高校生。しかし、彼女はラジオ・レベルという名前でインターネットラジオを行っていた。ある日、ラジオ局員である義理の父にラジオを行っている所を見られ、本物のラジオ局から放送する様になる。すると、正体の分からないラジオ・レベルにみんなが夢中になる。タラはそこで音楽を禁止しようとし、一部の生徒には態度を良くする学校に反対して、音楽を取り戻そうとする。しかし、そこで校長の怒りを買ってしまいラジオ・レベルが名乗り出なければプロムを中止すると言われてしまう。そこでタラが取った行動とは。

## キャスト
※括弧内は日本語吹替
タラ - デビー・ライアン（宮原永海）
主人公。始めは、一人でインターネットラジオを行っていたが、義理の父に勧められて本物のラジオ局で放送するようになる。
オードリー - セレーナ・パーマー（藤村歩）
タラの親友。タラの家族とラジオ局員以外で唯一タラがラジオ・レベルだと知っている。
ギャビン - アダム・ディレーコ（石田彰）
GGGGというバンドのメンバーだが、バンドの方針を巡って仲間と対立してしまう。
ステイシー - マリット・ピーターソン（甲斐田裕子）
幼い頃に経験した様々な事がきっかけとなりプロムクイーンになる事に執着している。そのため、プロムクイーン候補になったラジオ・レベルの事を快く思わない。
ゲイブ - アッティカス・ミッチェル（西健亮）
ギャビンの所属するバンド、GGGGのフロントマン。人気者になって以来ロックスターを気取るようになった。